# Újireg, Tolna
Újireg  este un sat în districtul Tamás, județul Tolna, Ungaria, având o populație de 293 de locuitori (2011). 

## Demografie
Componența etnică a satului Újireg
     Maghiari (89,97%)
     Romi (7,27%)
     Germani (2,77%)
Componența confesională a satului Újireg
     Romano-catolici (66,89%)
     Fără religie (10,92%)
     Reformați (3,75%)
     Necunoscută (18,43%)
Conform recensământului din 2011, satul Újireg avea 293 de locuitori. Din punct de vedere etnic, majoritatea locuitorilor (89,97%) erau maghiari, existând și minorități de romi (7,27%) și germani (2,77%).  Din punct de vedere confesional, majoritatea locuitorilor (66,89%) erau romano-catolici, existând și minorități de persoane fără religie (10,92%) și reformați (3,75%). Pentru 18,43% din locuitori nu este cunoscută apartenența confesională.